# Salona
Salona (în greacă veche Σάλωνα) a fost un oraș antic și capitala provinciei romane Dalmația. Numele complet al orașului antic a fost Martia Iulia Valeria Salona Felix. Salona este situat în orașul modern Solin, lângă Split, în Croația.
Orașul Salona a fost fondat în secolul al III-lea î.Hr. și a fost în mare parte distrus de invaziile avarilor și slavilor din secolul al VII-lea d.Hr. Multe caracteristici romane pot fi văzute, cum ar fi ziduri, un forum, un teatru, un amfiteatru, băi publice și un apeduct.

## Istorie
Salona s-a dezvoltat în zona orașelor grecești Tragurian și Epetian de pe râul Jadro în secolul al III-lea î.Hr. Salona este cel mai mare parc arheologic din Croația și a crescut până la o populație de peste 60.000 de locuitori. A fost locul de naștere al împăratului roman Dioclețian. În mileniul I î.Hr. grecii au înființat o piață. Salona a fost, de asemenea, pe teritoriul dalmaților iliri, înainte de cucerirea romanilor. Salona a devenit capitala provinciei romane Dalmația, pentru că a fost de partea viitorului dictator roman Gaius Julius Caesar în războiul civil împotriva lui Pompei. Martia Iulia Valeria Salona Felix (numele complet al orașului antic) a fost fondat probabil după războaiele civile romane în timpul lui Iulius Cezar. Orașul roman timpuriu cuprindea zona din jurul forumului și teatrului, cu o singură intrare, Porta Caesarea, pe latura de nord-est. Zidurile au fost fortificate cu turnuri în timpul domniei lui Augustus. Forma trapezoidală timpurie a orașului a fost schimbată de extinderea spre est și vest a orașului.
Orașul a dobândit rapid caracteristici romane: ziduri, un forum, un teatru, un amfiteatru care sunt cele mai vizibile vestigii supraterane de astăzi, băi publice și un apeduct. Multe inscripții atât în limba latină, cât și în greacă au fost găsite atât în interiorul zidurilor, cât și în cimitirele din exterior, deoarece romanii interziceau înmormântările în interiorul granițelor orașului. Mai multe sarcofage din marmură fină din acele cimitire se află acum în Muzeul de Arheologie din Split. Toate aceste dovezi arheologice atestă prosperitatea și integrarea orașului în Imperiul Roman. Salona avea o monetărie care era legată de monetăria din Sirmium și minele de aur și argint din Alpii Dinarici prin Via Argentaria⁠(d).
Când împăratul roman Dioclețian s-a retras din funcție, a ridicat o vila monumentală (palat) într-un loc suburban (la 6 km distanță). Această structură masivă, cunoscută sub numele de Palatul lui Dioclețian, după căderea Salonei a devenit nucleul orașului Split (Spalatum). Mormântul lui Dioclețian ar fi fost și el undeva lângă Salona.
Prosperitatea continuă a Salonei a dus la construirea extinsă a bisericii în secolele al IV-lea și al V-lea, inclusiv o bazilică episcopală și o biserică învecinată și un baptisteriu în interiorul zidurilor, precum și câteva sanctuare care onorează martiri în exteriorul orașului. Aceste construcții l-au făcut un loc important pentru studiul dezvoltării arhitecturii sacre creștine. Episcopul de Salonita a deținut funcția de episcop mitropolit al Dalmației. După cădere, episcopia și alte rămășițe au fost transferate la Split (vezi Arhiepiscopia de Spalathon). Granițele și influența Arhiepiscopiei de Salonita includeau aproape toată Croația de astăzi și Bosnia și Herțegovina la sud de râul Sava și la vest de râul Drina.
Salona a fost singurul oraș-port din Marea Adriatică de Est enumerat în timpul edictului lui Dioclețian privind prețurile maxime și dintre toate orașele-port enumerate avea cele mai multe legături maritime (cu Alexandria, Efes, Nikomedia, Seleucia Pieria⁠(d) și Cartago⁠(d)). Legătura cu Ravenna a fost, de asemenea, proeminentă. Legăturile nu au constat doar în schimburi de mărfuri și monumente, dar și în persoane marcante care au călătorit și au rămas să trăiască și să moară la Salona (în special din Siria). Se pare că era un port mare, deoarece pentru Bătălia de la Sena Gallica (551), generalul bizantin Ioan a plecat de aici cu 38 de nave (comparativ cu cele 12 din Ravenna).

### Prăbușirea orașului

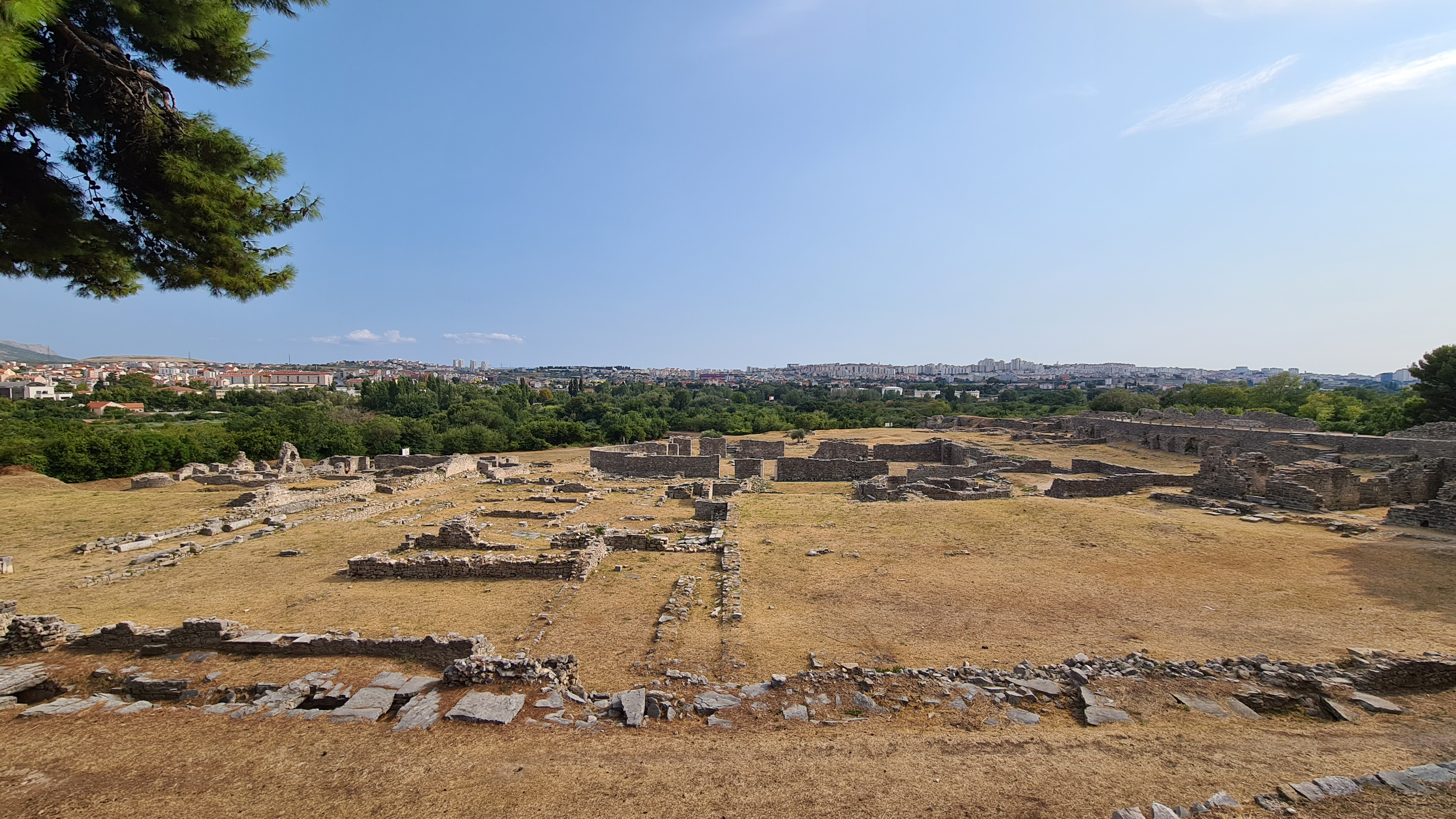
O parte din ruinele Salonei.

La începutul secolului al VII-lea, frontiera fortificată romană de pe Dunăre și Sava a căzut și a fost abandonată militar, lăsând provincia romană Dalmația pasibilă pentru cucerire. Evenimentele căderii orașului din cauza așezării sale geografice sunt relevante pentru înțelegerea modului în care provincia și periferia orașelor de coastă au cedat invaziei barbare. Papa Grigore I cel Mare i-a scris în iulie 600 arhiepiscopului Salonei, Maxim, în care își exprimă îngrijorarea cu privire la sosirea slavilor („de Sclavorum gente quae vobis valde imminet et affligor vehementer et conturbor”). Conform manualului De Administrando Imperio al lui Constantin al VII-lea Porfirogenet (secolul al X-lea) și a Historia Salonitana de Toma Arhidiaconul (secolul al XIII-lea), Salona a fost în mare parte distrusă în invaziile avarilor și slavilor din secolul al VII-lea (mai precis a croaților albi după Toma Arhidiaconul care i-a identificat și cu goții și slavii). În capitolele 29 și 30 ale De Administrando Imperio despre istoria Dalmației și căderea Salonei, termenii avari și slavi au fost folosiți în mod interschimbabil, dar, cel mai probabil, în general se refereau la slavi. Orașul a fost cucerit prin înșelăciune când avari-slavii, învingând anterior la Dunăre sau Sava (posibil și lângă Cetina), o armată romană trimisă de la Salona/Klis, deghizați au trecut castrul de frontieră de la Klis și i-au alungat pe romani din oraș. Când orașul a ajuns în stăpânirea slavilor, aceștia „s-au așezat și după aceea au început treptat să facă raiduri de prădare și i-au distrus pe romanii care locuiau în câmpie și în zonele mai înalte și au luat în stăpânire pământurile lor”. Refugiații din Salona s-au stabilit în alte orașe de coastă și insulare (Decatera, Ragusa, Spalato, Tetrangou Veklrin, Diadora, Arbe⁠(d), Vekla și Opara) și în interiorul Palatului lui Dioclețian.
Data exactă a distrugerii și căderii orașului este incertă. Papa Ioan al IV-lea l-a trimis pe starețul Martin (posibil viitorul Papă Martin I) în Dalmația în 641 pentru a răscumpăra prizonierii, ceea ce a dus la interpretarea că Salona trebuie să fi fost distrusă deja înainte de această dată. Deoarece despre refugiații din Salona Toma Arhidiaconul spune că au fondat Ragusa în jurul anului 625, aceasta înseamnă că Salona a fost distrusă în jurul anului 625 sau înainte. În cercetările istorice, căderea a fost în mod tradițional datată în anul 614, deși opiniile cercetătorilor au variat între 608 și 639. Ultima inscripție datată, care reflectă existența vieții în oraș, în ruine, este datată la 12 mai 612. Cu toate acestea, în anii 1970 au fost găsite mai multe monede, dintre care câteva erau ale lui Heraclius I și cele mai noi au fost bătute în 630/631. Este interpretat ca o dovadă că orașul a ajuns să fie mai degrabă abandonat în mod constant după 614 și probabil distrus în 639. Alte săpături arheologice arată probabil că un grup mic de oameni a continuat să trăiască alături de noii veniți până la mijlocul secolului al VII-lea, când a fost abandonat. Tibor Živković⁠(d) a susținut că atacul a avut loc la începutul anilor 630 și orașul roman a fost abandonat după aceea.
Noua populație slavă s-a stabilit în afara ruinelor, la est, lângă râul Jadro, unde se găsesc morminte croate vechi. În secolele al X-lea și al XI-lea, regii croați au fondat și reconstruit trei biserici, dintre care una a fost folosită ca mausoleu regal (cu sarcofagul descoperit al reginei croate Elena de Zadar); în altul, Demetrius Zvonimir a fost încoronat rege al Croației. Informațiile confirmate arheologic se găsesc în Historia Salonitana.

## Arhitectură
Au fost excavate diferite structuri ale orașului.

### Manastirina

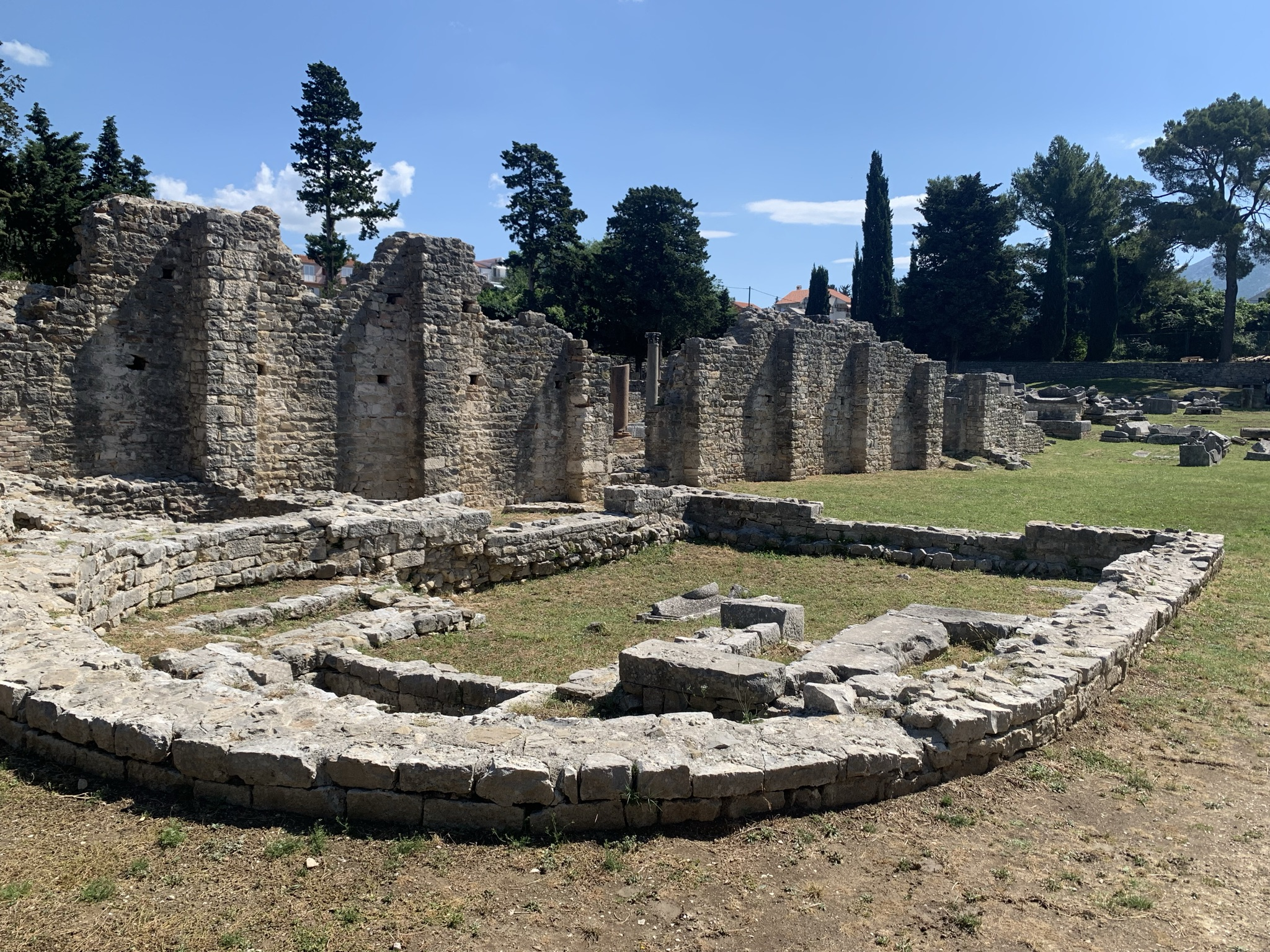
Rămășițe ale bazilicii și cimitirului în afara orașului.

Acestea sunt rămășițele bazilicii și ale cimitirului din afara orașului. Cele mai timpurii părți ale complexului datează din secolul al II-lea î.Hr. Episcopul și martirul Domnio⁠(d) a fost înmormântat aici după ce a fost executat în arena amfiteatrului în anul 304 d.Hr.
La sfârșitul secolului al IV-lea, complexul a fost parțial distrus în timpul incursiunilor germane, iar la mijlocul secolului al V-lea, deasupra ruinelor a fost construită o bazilică cu trei nave. Multe sarcofage pot fi găsite aici. Pe la începutul secolului al VII-lea, cimitirul a fost jefuit și parțial distrus.
Cimitirul prezintă o trăsătură a cimitirelor creștine din acea vreme - aceea de a avea decedați îngropați cât mai aproape de martir sau Ad sanctos.

### Tusculum

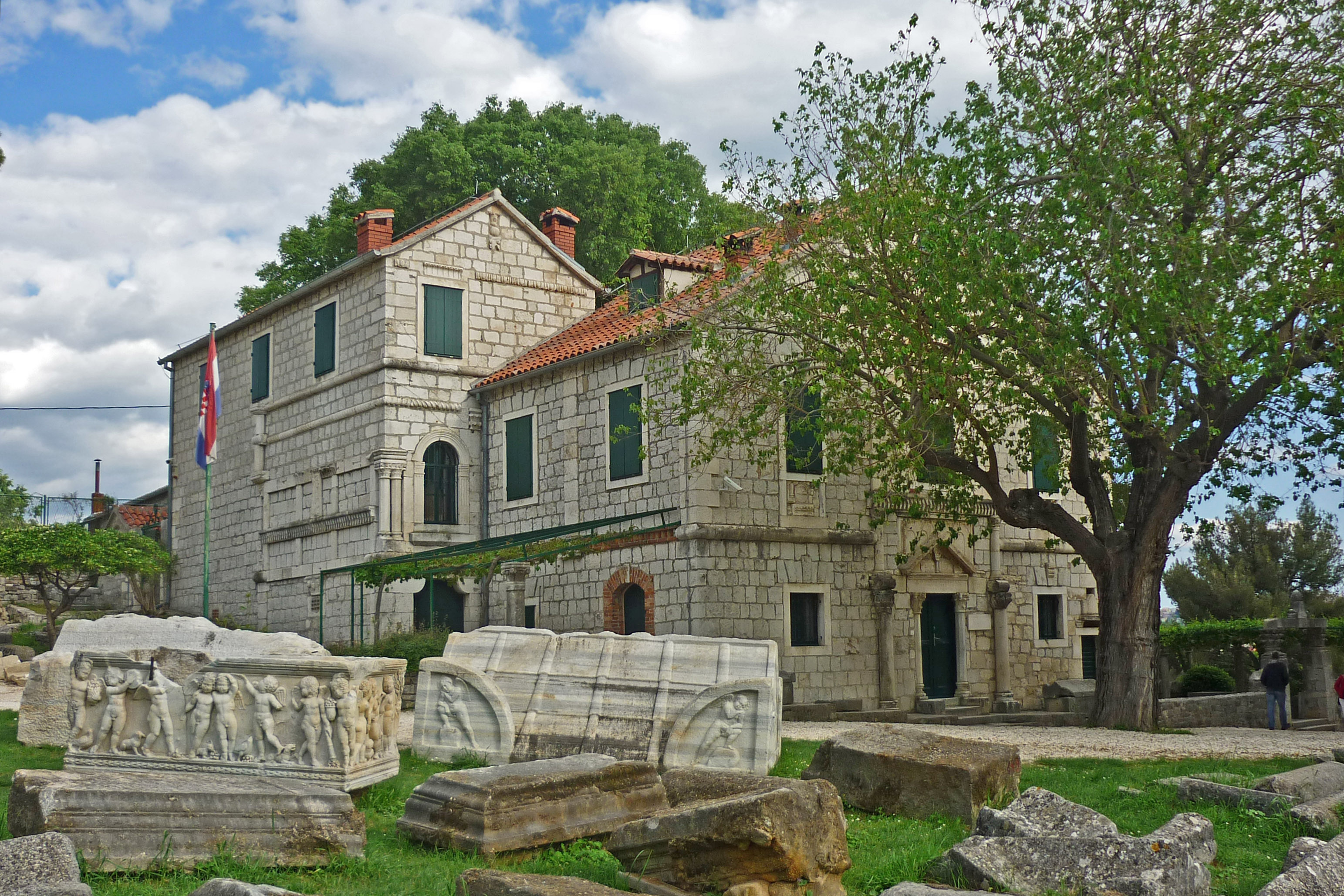
Tusculum

Fragmente arhitecturale și ornamentale, inscripții cu capiteluri și coloane din zonă au fost înlocuite într-o clădire construită în 1898. A fost restaurată în 2008.

### Zidurile orașului

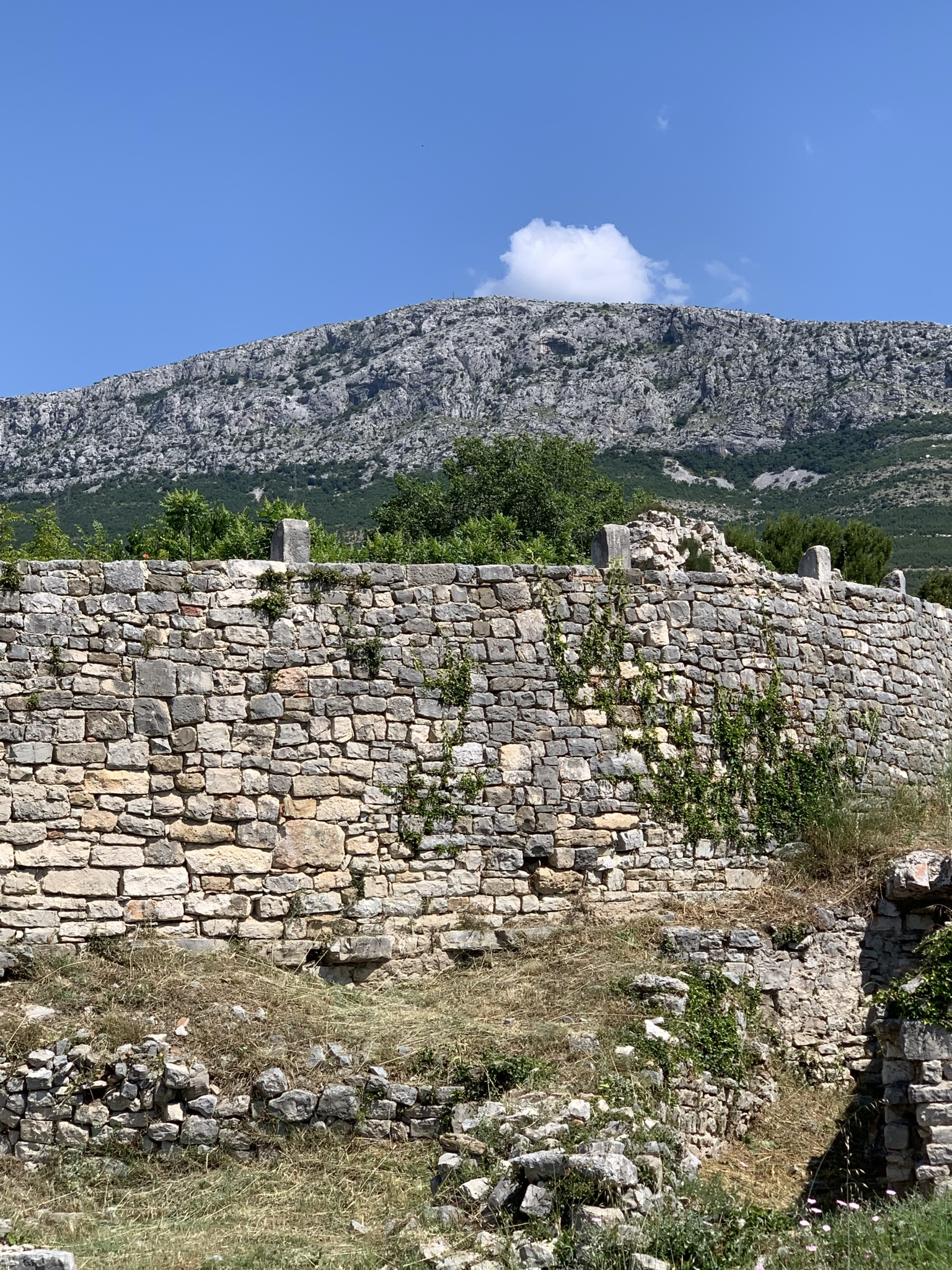
Zid al orașului

Construcția zidurilor orașului Salonitan a durat câteva secole. Cea mai veche parte a orașului a fost înconjurată de ziduri încă din secolul al II-lea î.Hr. În timpul Pax Romana, orașul s-a extins atât spre est cât și spre vest.
În timpul împăratului Marc Aureliu în jurul anului 170 d.Hr., sub amenințarea constantă a triburilor germanice, suburbiile de est și vest au fost înconjurate cu ziduri, care au fost fortificate cu cel puțin 90 de turnuri. Unele părți ale clădirilor existente au fost utilizate în extinderile de la pereți, făcându-le astfel părți integrale. Circumferința totală a formei eliptice a pereților a fost de aproximativ 4 km, cu lățimea variabilă de la 1,9 la 2,5 metri.
În timpul domniei împăratului Teodosiu al II-lea, la începutul secolului al V-lea, toate turnurile au fost reconstruite, așa cum demonstrează o inscripție de pe ziduri. Mai mult, în prima jumătate a secolului al VI-lea, la unele turnuri cu formă pătrată au fost adăugate terminații cu formă triunghiulară pentru a îmbunătăți sistemul de securitate și apărare al orașului. Astfel de exemple sunt vizibile astăzi în partea de nord a Urbs orientalis.

### Centrul episcopal
Centrul orașului Salona din perioada creștină se află în partea de nord-vest a orașului de est. Aici se află un centru episcopal cu bazilici gemene ca lungime, un baptisteriu și Palatul Episcopal care a fost construit în secolul al V-lea d.Hr.
Aceasta bazilică este cea mai mare din întreagă zonă a Dalmatiei. Cea mai bine conservată parte a celei mai vechi părți a orașului (Urbs vetus) este zidul de est și Porta Caesarea cu două turnuri octogonale și trei pasaje; unul pentru circulația cu căruțe și două pentru pietoni de fiecare parte a pasajului mai lat. Pasajul central era probabil echipat cu o grilă mobilă, așa cum este indicat de canelurile de pe stâlpii laterali.

### Apeduct

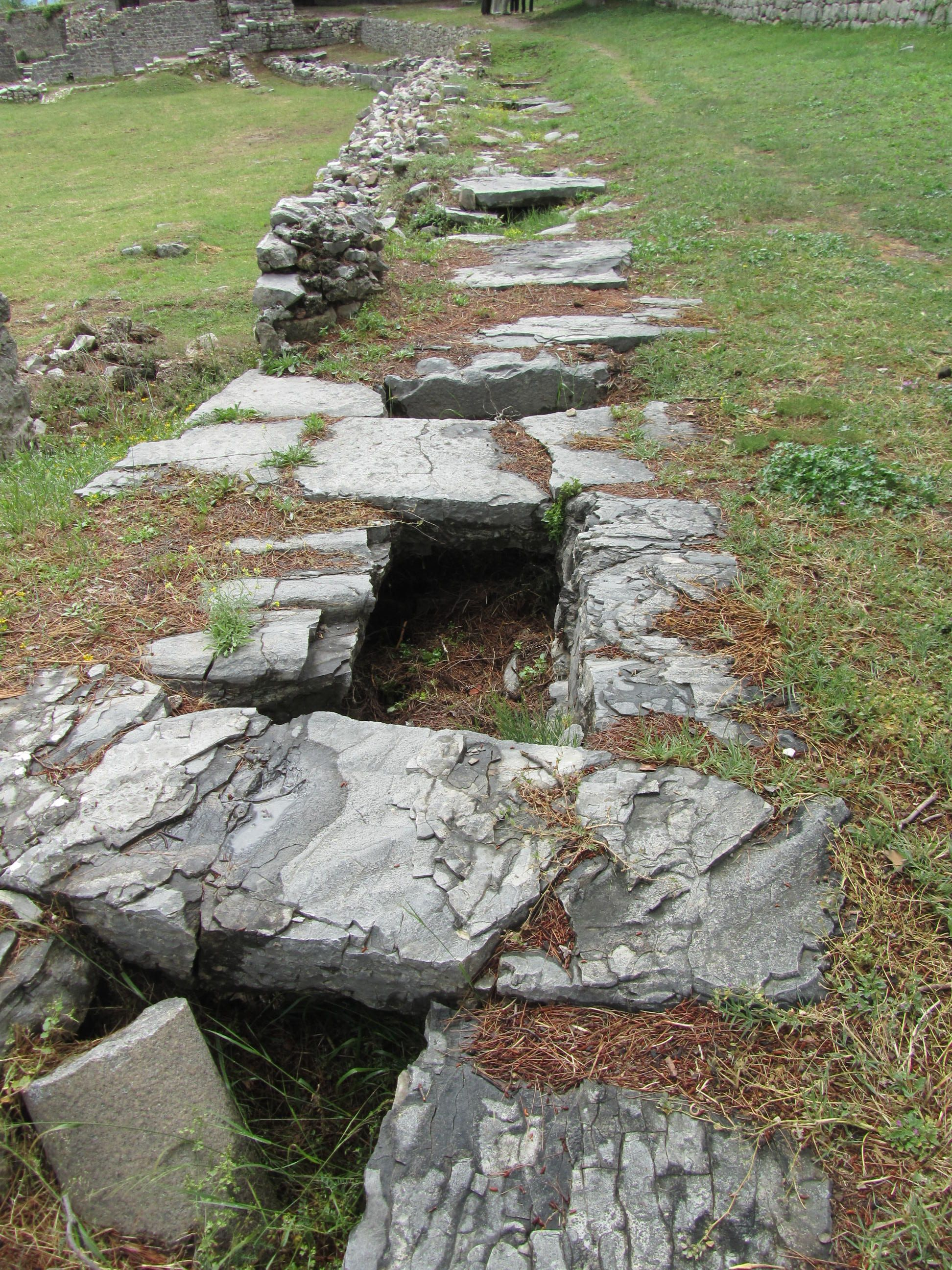
Apeductul Salonei

Împăratul Augustus a construit un apeduct pentru a alimenta orașul cu apă din râul Jadro. Acesta a avut o lungime de 3,85 km, iar partea cel mai bine conservată este la nord de centrul episcopal. Calculele arată că apeductul ar fi putut furniza suficientă apă pentru aproximativ 40.000 de oameni.

### Terme

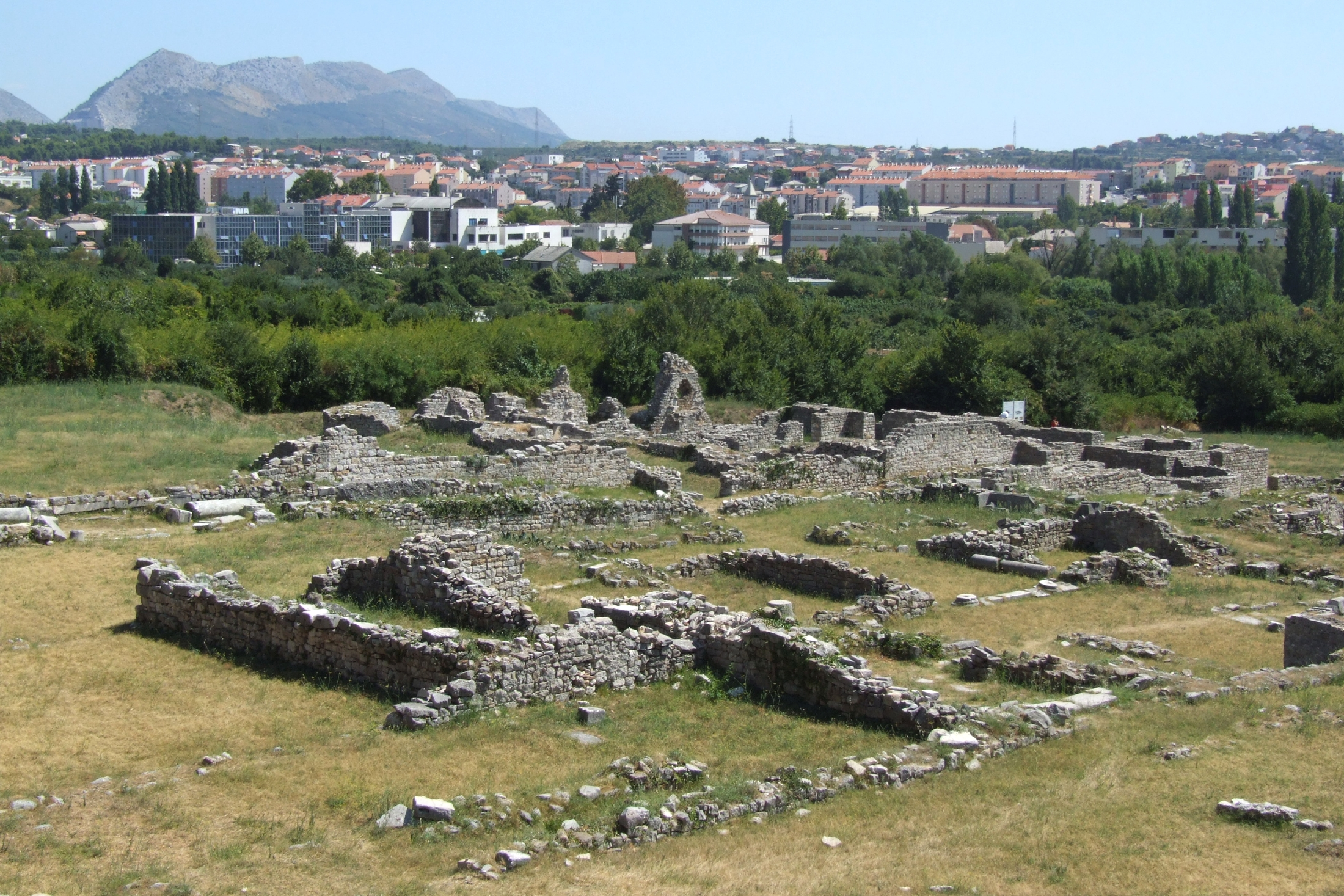
Terme

Termele erau clădiri tipice civilizației romane și o parte indispensabilă a vieții urbane romane. Cu toate că orașul Salona avea mai multe băi, cele mai bine conservate și mai mari sunt cele din partea de est a orașului numite Marile Terme, construite în secolul II sau începutul secolului al III-lea d.Hr. Această clădire este dreptunghiulară, cu trei abside dispuse simetric în nord și una în vest. La nord se afla o cameră spațioasă alungită alăturată, care găzduia un bazin semicircular, piscina, plină cu apă rece, așa-zisul Frigidarium⁠(d). În stânga erau două camere, cu bănci pentru șezut și deschideri în perete pentru haine. Camera de la vest era folosită și ca sală de masaj, unctorium. Camera care se termină cu o absidă a servit atât ca loc de odihnă, cât și ca sală de exerciții. În dreapta erau băile fierbinți și sauna: Caldarium⁠(d), Tepidarium⁠(d) și sudatorium.

### Podul celor cinci arcade

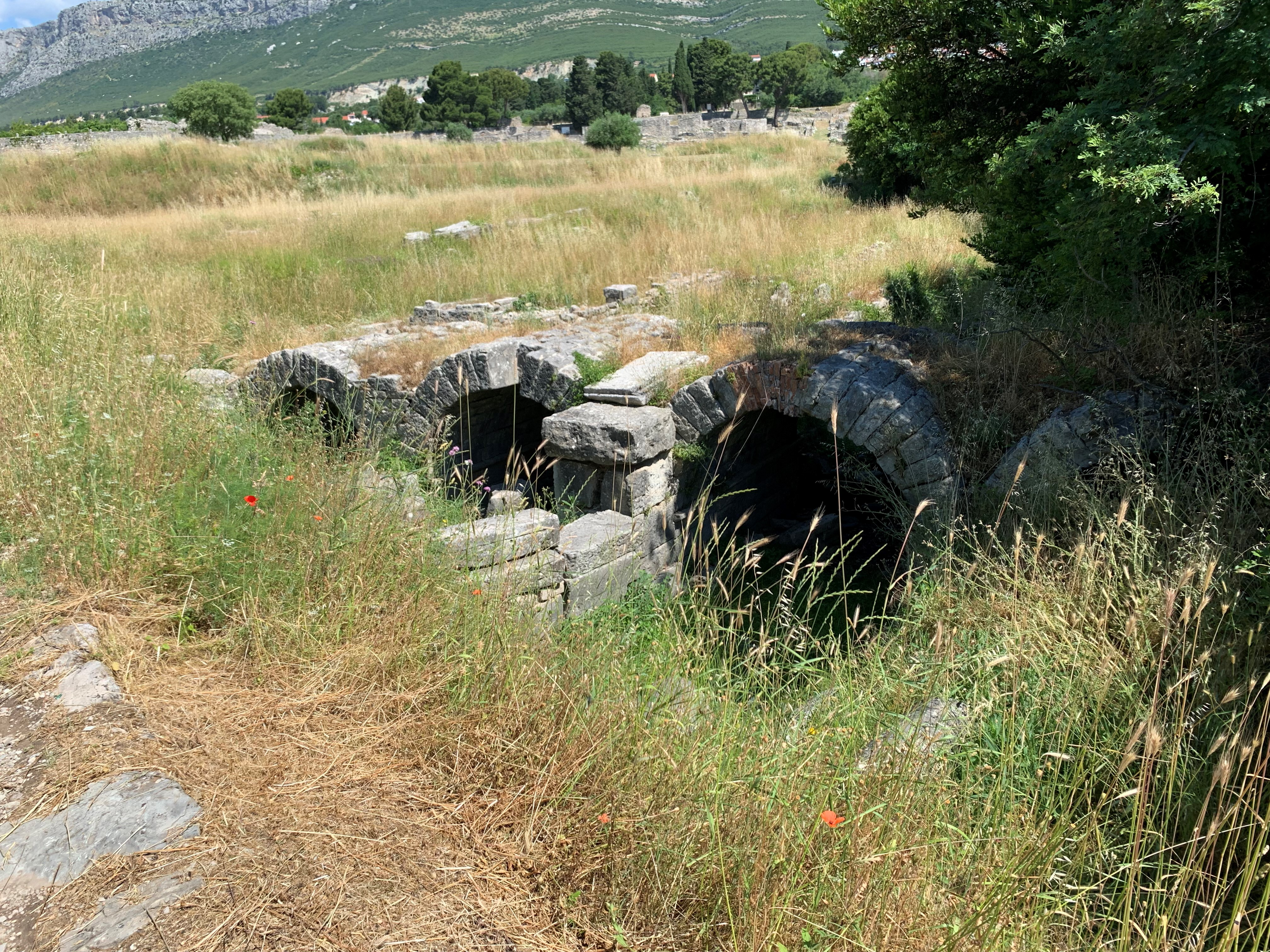
Podul cu cinci arcade

În suburbia de est a Salonei, cinci arcade se întindeau pe partea cea mai vestică a râului Jadro. Podul era o prelungire a drumului Decumanus Maximus, care se ramifica în alte două drumuri, dintre care unul ducea spre nord-est la poarta Porta Andetria, în timp ce celălalt ducea peste pod către Epetium, orașul de astăzi Stobreč⁠(d).

### Porta Caesarea
Porta Caesarea este o poartă bine conservată, cu două turnuri octogonale și trei pasaje, unul pentru traficul de căruțe și două pasaje pentru pietoni de fiecare parte a pasajului mai larg. Pasajul central era probabil echipat cu o grilă mobilă, așa cum este indicat de canelurile de pe stâlpii laterali. Porta Caesarea a fost construită folosind pietre mari obișnuite, în primul rând în scopuri de fortificare. După ce a avut loc expansiunea estică și vestică, poarta și-a pierdut scopul principal și a devenit o componentă transportare a construcției apeductului. Conform reconstrucției lui Kähler, poarta avea două etaje, dintre care cel de sus era foarte elaborat decorat cu semicoloane, capiteluri compozite și deschideri pentru ferestre. În interiorul porții, se găsea o curte mică cu scop defensive.

### Pretoriu
La sud-est de Porta Caesarea, a fost descoperită o vilă luxoasă, care era probabil palatul guvernatorului roman al Dalmației. Mai multe mozaicuri care înfățișează figuri mitologice precum Apollo Orpheus și Triton au fost mutate la muzeul arheologic din Split.

### Forum
Centrul vieții publice a orașului se afla în partea de sud-est a orașului vechi. Acesta avea o mărime de 45 x 70 metri. După secolul al IV-lea d.Hr., pe măsură ce orașul a devenit tot mai creștin, forumul a început să-și piardă rolul de centru al orașului.

### Teatru
Un teatru de 65 x 58 metri mărime a fost construit în secolul I d.Hr.

### Templu
La sud de teatru, se găsește un templu care a fost dedicat fie lui Dionis, fie lui Liber Pater.

### Kapljuč
Aceste ruine sunt rămășițele celei mai vechi bazilici din cimitir. A fost construită la mijlocul secolului al IV-lea deasupra mormintelor a patru gărzi pretoriene care au fost executate în arenă în timpul persecuției creștinilor de către Dioclețian.

### Amfiteatru

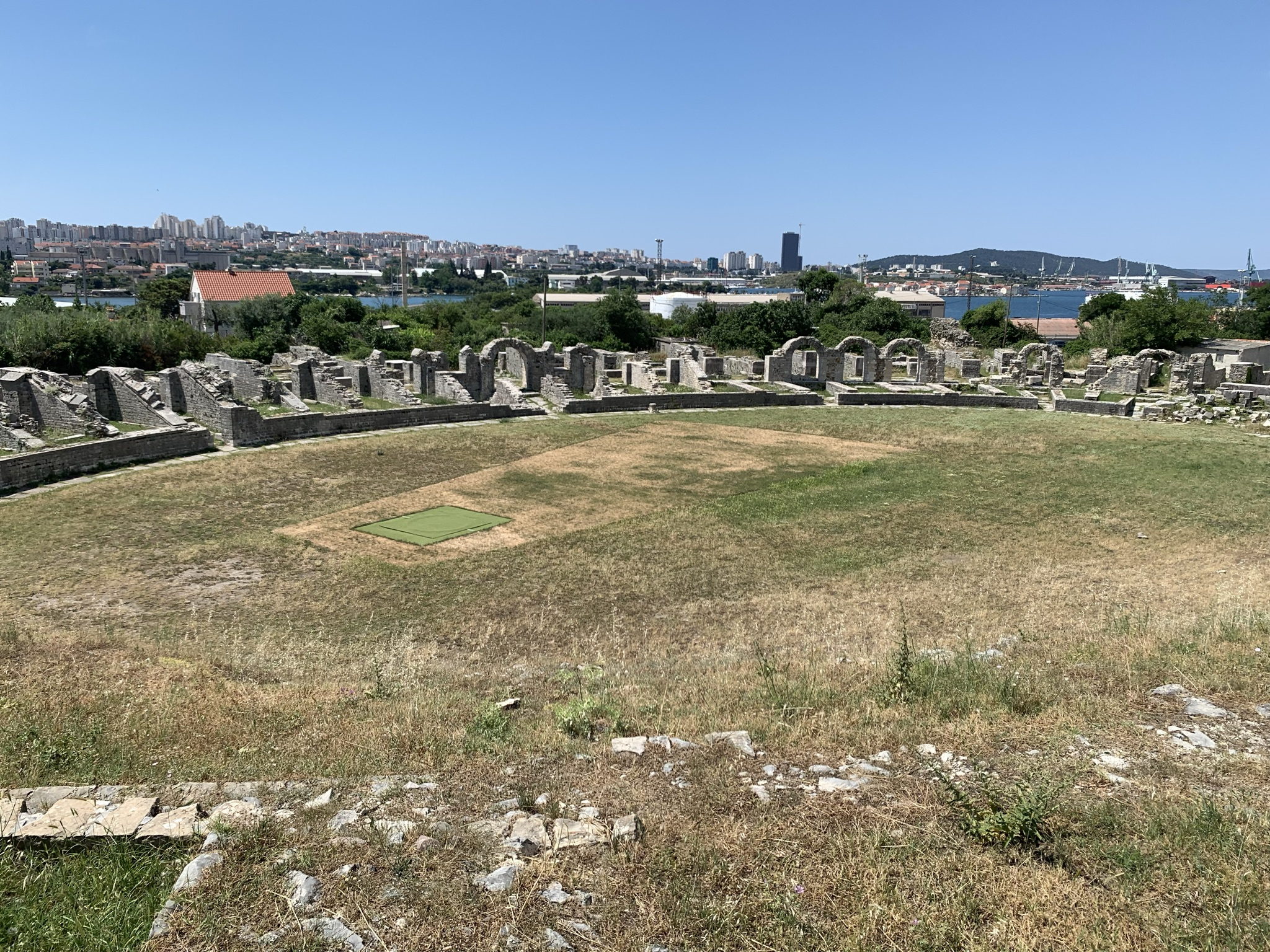
Amfiteatrul din Salona

În cel mai vestic punct al Salonei, în a doua jumătate a secolului al II-lea d.Hr., sub influența stilului arhitectural flavian, a fost ridicată o clădire monumentală. Prezența unui amfiteatru roman indică faptul că luptele de gladiatori au avut loc în orașul Salona până în secolul al V-lea, când au fost în cele din urmă interzise. Clădirea era de formă elipsoidală, cu trei etaje pe latura de sud și un etaj pe latura de nord, așezate convenabil pe un deal natural. În ciuda dimensiunilor sale relativ mici (de 125 - 100 m exteriorul și 65 - 40 m arena), în amfiteatrul din Salona ar fi putut încăpea cca. 15.000 - 18.000 de spectatori. Locul spectatorilor (auditorium) a fost împărțit în trei niveluri, cele două inferioare erau cu scaune și cel superior era pentru spectatorii care stăteau în picioare. Pe vremea lui Dioclețian, nivelul superior era acoperit cu un pridvor. Prin stâlpi atașați de partea exterioară a clădirii, întreaga arena putea fi acoperită cu pânză, ceea ce oferea protecție față de soare și de ploaie. Pe partea de sud se afla o construcție în formă de cutie pentru guvernatorul provinciei și vizavi de acesta se aflau locuri de onoare pentru magistrații orașului. În centrul arenei, o deschidere ducea într-un coridor subteran al cărui scop era aruncarea cadavrelor gladiatorilor morți în lupte. Pe partea de sud a amfiteatrului, sub auditorium, erau două camere boltite în care gladiatorii o venerau pe Nemesis, zeița răzbunării și a destinului. În timpul persecuțiilor lui Dioclețian asupra creștinilor, amfiteatrul a fost folosit ca loc de execuții.
S-au păstrat doar părți din sub-structurile acestei clădiri monumentale, precum și câteva fragmente de decor arhitectural și sculptură în piatră. Amfiteatrul a fost cel mai grav avariat în timpul războaielor împotriva turcilor din secolul al XVII-lea, când venețienii l-au demolat din motive strategice.

### Marusinac
În acest complex de morminte se află și martirul Anastasios aruncat în apele golfului cu o piatră la gât în anul 304 d.Hr. Mausoleul a fost construit la începutul secolului al IV-lea. În secolele al V-lea și al VI-lea, aici au fost înmormântați alți episcopi și preoți.

### Gradina
Gradina este un fort medieval sub forma unui deal construit pe zidurile estice de către turcii otomani după cucerirea cetății Klis.

### Necropolele orașului

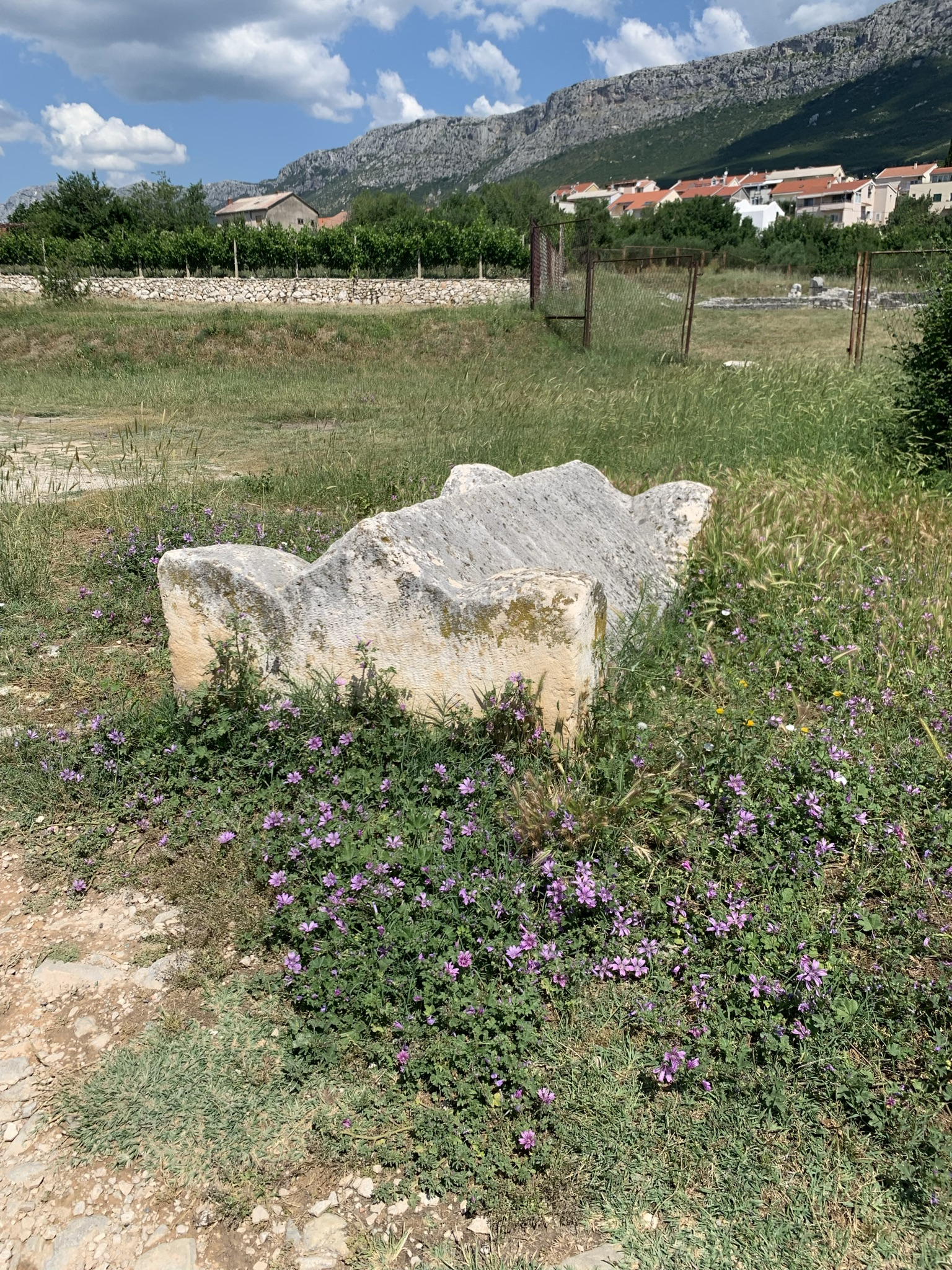
Sarcofag roman de la Salona

Îngroparea morților în interiorul orașului era împotriva legii romane, așa că romanii își îngropau morții pe drumurile care duceau în afara orașului.